# 渋谷凪咲
渋谷 凪咲（しぶや なぎさ、1996年〈平成8年〉8月25日 - ）は、日本のタレント、女優、YouTuber、ラジオパーソナリティーであり、女性アイドルグループNMB48の元メンバー、派生ユニットQueentet、てんとうむChu!の元メンバーである。AKB48の元兼任メンバー。
大阪府出身。Showtitle所属。

## 来歴
NMB48 第4期生オーディションに合格し、2012年12月23日にNMB48劇場で行われた公演で4期研究生としてお披露目された。
2013年7月、AKB48グループの研究生から選抜されたユニット「てんとうむChu!」を結成する。同年12月11日に発売されたAKB48のシングル「鈴懸の木の道で「君の微笑みを夢に見る」と言ってしまったら僕たちの関係はどう変わってしまうのか、僕なりに何日か考えた上でのやや気恥ずかしい結論のようなもの」に収録されたNMB48の楽曲「君と出会って僕は変わった」でセンターを務めた。
2014年2月24日、『AKB48グループ大組閣祭り』においてチームBIIへの昇格およびAKB48チーム4への兼任が発表された。同年3月26日発売のNMB48の9thシングル「高嶺の林檎」でシングル表題曲における初選抜となり、同年5月21日発売のAKB48の36thシングル「ラブラドール・レトリバー」でAKB48のシングル表題曲における初選抜となった。
2015年5月から6月にかけて実施された『AKB48 41stシングル 選抜総選挙』では59位で、選抜総選挙初ランクインとなりフューチャーガールズに選出された。2016年実施の『AKB48 45thシングル 選抜総選挙』では56位で、フューチャーガールズに選出された。
2017年1月1日からは、NMB48の大組閣（チーム再編、2016年10月18日発表）によりチームMに異動。同年5月から6月にかけて実施された『AKB48 49thシングル 選抜総選挙』では60位で、フューチャーガールズに選出された。同年より『ViVi』公認インフルエンサーチーム「ViVigirl」に加入した。同年12月8日にAKB48劇場12周年公演でグループ内の組閣が行われ、AKB48チーム4との兼任解除が発表された。
2018年5月18日、『夢を死なせるわけにいかない』公演の千秋楽をもってAKB48との兼任を終了。2019年3月よりNMB48チームMのキャプテンを務める。
2020年10月30日、ラグビーの日本トップリーグ・NTTドコモレッドハリケーンズのアンバサダーに就任。
2021年3月31日、YouTubeチャンネル『なぎちゃんネル』を開設。同年10月6日未明（5日深夜）に、テレビ朝日『バラバラ大作戦』枠（火曜版第3部）で、渋谷個人として初の冠番組『〜凪咲と芸人〜マッチング』が放送を開始。同年11月、ベストヒット歌謡祭YouTubeチャンネルにおいて、MC宮根誠司と対談時にNMB48の歌唱楽曲が秋元康書き下ろしの新曲「夢中人」と、自身初のセンターで歌唱することが併せて発表された。
2022年3月17日、SRSホールディングス傘下のサトフードサービスが運営する、ファミリーレストランチェーンである和食さとの初代アンバサダーに就任したことが発表された。同年3月27日にはロームシアター京都で開催された、NMB48の27thシングルの選抜メンバーをファン投票で決定するイベント『NAMBATTLE2 ～愛～』において、第5位に選出された。
2023年8月7日、NMB48劇場『チームN「夢中雷舞」』公演にて、グループ卒業を発表した。10月4日発売の28thシングル「渚サイコー!」が最後の選抜楽曲となり、センターを務める。11月6日、前日の堀詩音（ドラフト2期生）の卒業に伴い、自身がNMB48の現役最年長メンバーとなる。12月16・17日にAsueアリーナ大阪（大阪市中央体育館）で卒業コンサート2公演を開催。同月27日の卒業公演『なぎさ前で待ち合わせやで♡』をもって、NMB48としての活動を終了した。
2024年7月19日公開の『あのコはだぁれ?』で映画初主演。同作で第48回日本アカデミー賞新人俳優賞を受賞した。

## 人物

### 人柄・趣味・嗜好
- いつもニコニコとした表情が特徴である[25]。本人は意識的ではないとしているが、「笑ってたらどうにかなるかな」というスタンスで生きてきたともいう[25]。ただし周りからは「ニヤニヤ」「ヘラヘラ」と言われる[25]。
- 9歳の頃から「メイ」という名前の猫を飼っていたが、2019年に他界した[26]。
- 昭和歌謡（キャラ作り）が好きで、「秘密の花園」（松田聖子）、尾崎豊、「関白宣言」「雨やどり」（さだまさし）といった曲が好きである[27]。
- 憧れの存在は綾瀬はるかで[28][29]、メイクも綾瀬はるかに寄せている[29]。
- お笑い好きであり、子供の頃から『epoch TV square』（BS日テレ）や『兵動・小籔のおしゃべり一本勝負』を観ていた。かつては京橋花月にお笑いライブを観に行くほどで、中学生の頃にはNSC（吉本総合芸能学院）に入ろうと思っていた[25]。2017年には『R-1ぐらんぷり』に出場し、3回戦まで進んだが2回戦で「笑いが一切起きず、キレイにスベった」こともあり、R-1ヨーグルトを見るのも嫌なぐらいのトラウマになり「二度と出ない」と思った[30][31]。
- 一番好きなお笑い芸人はダイアンで「お笑いの完全体。お笑いの全て。」と断言している[32]。
- お笑い好きから派生してラジオを聴くことも好きである。出身である関西圏の番組では朝日放送ラジオ（ABC）『ダイアンのよなよな…』『上沼恵美子のこころ晴天』『ミルクボーイの煩悩の塊』、毎日放送（MBSラジオ）『小籔×笑い飯の「土020」』『それゆけ!メッセンジャー〜梅田茶屋町から幸せ届けます!』『コウテイの銀蛾・流電音』、ラジオ関西『さしよりからし蓮根』『マユリカのうなげろりん!!』、FM OSAKA『TENGA茶屋』、radikoプレミアムにも入っているようであり、関東圏ではニッポン放送『中川家 ザ・ラジオショー』『霜降り明星のオールナイトニッポン』『三四郎のオールナイトニッポン0(ZERO)』、TBSラジオ『爆笑問題カーボーイ』川島明の『川島明のねごと』『すっぴん!』、YouTubeでは『ツートライブの周波数は3329（耳肉）』『酒と話と徳井と芸人』をよく聴いていると語っている[27][33]。渋谷のYouTubeチャンネル『なぎちゃんネル』でも、毎週月曜7時に渋谷のひとり喋りのラジオ番組をアップロードしている[33]。

### NMB48
- キャッチフレーズは「東京の渋谷といえばハチ公前。ほんじゃ大阪の渋谷といえば凪咲前。これからはずーっとなぎさ前で待ち合わせやで」。
- 女性アイドルに興味を持ったのは、AKB48の柏木由紀をテレビで見てからであり、尊敬する存在に柏木の名前を挙げている。
- 薮下柊とは「なぎっしゅー」の愛称で知られ、相方のような存在だった[31][34]。NMB48以外のAKB48グループで親しいのは、てんとうむChu!のメンバーらで、特に北川綾巴と仲が良い[35]。

### 家族・親族
- 実家は大工だった祖父が建ててくれた一戸建て3LDKで、2021年1月にリフォームされている[36]。父親は警察官で、父から護身術を学んだ[37]。母親はお笑い好きで、小学生のころに一緒に上沼恵美子のラジオを聞くのが楽しみだったという[37]。4歳上の姉と2歳上の兄がいる[38][39]。
- いとこには、元サッカー日本女子代表選手の田中明日菜（華川KSPO所属）がいる[39]。

## NMB48・AKB48での参加楽曲

### シングル選抜楽曲
NMB48
- 「僕らのユリイカ」に収録
  - ひな壇では僕の魅力は生きないんだ - 「難波鉄砲隊其之参」名義
- 「カモネギックス」に収録
  - サングラスと打ち明け話 - 「研究生」名義
  - もう裸足にはなれない - 「難波鉄砲隊其之四」名義
- 高嶺の林檎
  - 一週間、全部が月曜日ならいいのに…
- らしくない
  - スターになんてなりたくない - 「Team BII」名義
- Don't look back!
  - ロマンティックスノー - 「Team BII」名義
- ドリアン少年
  - 心の文字を書け! - 「Team BII」名義
- 「Must be now」に収録
  - 片想いよりも思い出を…
  - 空腹で恋愛をするな - 「Team BII」名義
- 甘噛み姫
  - フェリー - 「Team BII」名義
  - 虹の作り方
  - 道頓堀よ、泣かせてくれ!
- 僕はいない
  - 妄想マシーン3号機 - 「Team BII」名義
- 僕以外の誰か
  - 恋は災難 - 「Team M」名義
- ワロタピーポー
  - 本当の自分の境界線 - 「Team M」名義
  - Which one - 「Queentet」名義
- 欲望者
  - 四字熟語ガールズ - 「Team M」名義
- 僕だって泣いちゃうよ
  - True Purpose - 「Team M」名義
- 床の間正座娘
  - 甘い妄想 - 「Queentet」名義
  - 嘘をつく理由 - 「Team M」名義
  - ピンク色の世界
  - 2番目のドア
- 母校へ帰れ!
  - 僕だけの君でいて欲しい  - 「Queentet」名義
  - パンパン パパパン  - 「Team M」名義
- 初恋至上主義
  - 真正面  - 「Team M」名義
- だってだってだって
  - 青春はブラスバンド  - 「Team M」名義
- 恋なんかNo thank you!
  - アイラブ豚まん
  - 我が友よ 全力で走ってるか? - 「Team M」名義
- シダレヤナギ
  - 選ばれし者たち  - 「きゅんmart」名義
- 恋と愛のその間には
  - 夢中人
- 好きだ虫
  - 挑発の青空 - 「Team N」名義
- 渚サイコー!
  - 人生は長いんだ - 「渋谷凪咲 with ダイアン、かまいたち、見取り図」名義
  - ジンクスとゲンカツギ - 「Team N」名義

AKB48
- 「恋するフォーチュンクッキー」に収録
  - 青空カフェ
- 「ハート・エレキ」に収録
  - 君だけにChu ! Chu ! Chu ! - 「てんとうむChu !」名義
- 「鈴懸の木の道で「君の微笑みを夢に見る」と言ってしまったら僕たちの関係はどう変わってしまうのか、僕なりに何日か考えた上でのやや気恥ずかしい結論のようなもの」に収録
  - 君と出会って僕は変わった - 「NMB48」名義
  - 選んでレインボー - 「てんとうむChu !」名義
- 「前しか向かねえ」に収録
  - 昨日よりもっと好き - 「Smiling Lions」名義
- ラブラドール・レトリバー
  - ハートの脱出ゲーム - 「Team 4」名義
- 「希望的リフレイン」に収録
  - 今、Happy - 「ばら組」名義
  - 目を開けたままのファーストキス - 「Team 4」名義
- 「Green Flash」に収録
  - パンキッシュ - 「NMB48」名義
  - 初恋のおしべ - 「てんとうむChu ! & かぶとむChu !」名義
- 「ハロウィン・ナイト」に収録
  - 君にウェディングドレスを… - 「フューチャーガールズ」名義
- 「唇にBe My Baby」に収録
  - なんか、ちょっと、急に… - 「Team 4」名義
- 「君はメロディー」に収録
  - しがみついた青春 - 「NMB48」名義
- 「翼はいらない」に収録
  - 考える人 - 「Team 4」名義
- 「LOVE TRIP/しあわせを分けなさい」に収録
  - 岸が見える海から - 「フューチャーガールズ」名義
- 「ハイテンション」に収録
  - 清純タイアド - 「てんとうむChu !」名義
- 「シュートサイン」に収録
  - 真夜中の強がり - 「NMB48」名義
- 「願いごとの持ち腐れ」に収録
  - あの頃の五百円玉
- 「#好きなんだ」に収録
  - 自分たちの恋に限って - 「フューチャーガールズ」名義
- 「ジャーバージャ」に収録
  - 下手を打つ - 「NMB48」名義
- 「センチメンタルトレイン」に収録
  - ある日 ふいに… - 「フューチャーガールズ」名義
- 「NO WAY MAN」に収録
  - それでも彼女は - 「大人選抜2018」名義

### アルバム選抜楽曲
NMB48
- 『てっぺんとったんで!』に収録
  - てっぺんとったんで!
- 『世界の中心は大阪や 〜なんば自治区〜』に収録
  - イビサガール
  - “生徒手帳の写真は気に入っていない”の法則
  - ピーク
  - 君にヤラレタ - 「Team BII」名義
- 『難波愛〜今、思うこと〜』に収録
  - まさかシンガポール
  - 難波愛

AKB48
- 『次の足跡』に収録
  - スマイル神隠し - 「てんとうむChu !」名義
- 『ここがロドスだ、ここで跳べ!』に収録
  - ここがロドスだ、ここで跳べ!
  - 涙は後回し - 「Team 4」名義
- 『0と1の間』に収録
  - 泣き言タイム - 「Team 4」名義
  - てんとうむChu ! を探せ! - てんとうむChu !」名義
- 『サムネイル』に収録
  - 誰が私を泣かせた?

### 劇場公演ユニット曲
NMB48名義
NMB48 研究生公演「青春ガールズ」
- 禁じられた2人
- Blue rose

チームBII 1st Stage「会いたかった」
- 涙の湘南（赤澤萌乃のアンダー）
- 渚のCHERRY（河野早紀のアンダー）
- ガラスの I LOVE YOU（赤澤萌乃のアンダー）
- 恋のPLAN（河野早紀のアンダー）
- リオの革命（赤澤萌乃のアンダー）

チームM 1st Stage「アイドルの夜明け」
- 片思いの対角線（バックダンサー）

チームBII 2nd Stage「ただいま　恋愛中」
- 7時12分の初恋（小林莉加子のアンダー）

チームBII 3rd Stage「逆上がり」
- 虫のバラード（1st UNIT）
- 抱きしめられたら（2nd UNIT）

チームM「アイドルの夜明け」公演
- 口移しのチョコレート

NMB48 チームM「誰かのために」公演
- 蜃気楼
- 制服が邪魔をする

AKB48名義
峯岸チーム4「アイドルの夜明け」公演
- 片思いの対角線

高橋朱里チーム4「夢を死なせるわけにいかない」公演
- 記憶のジレンマ

## 出演

### テレビ番組
現在の出演番組
- 大阪ほんわかテレビ（2019年3月1日 - 、読売テレビ） - なぎー[40][41]
- かまいたちの机上の空論城（2020年4月10日 - 、関西テレビ）- アシスタント[42]
- ごきげんライフスタイル よ〜いドン!（2021年4月6日 - 、関西テレビ） - 火曜レギュラー[43]
- DayDay.（2023年4月7日 - 、日本テレビ系列）　- 隔週金曜レギュラー
- 土曜はナニする!?（関西テレビ）- 準レギュラー

過去の出演番組
- ワケあり!レッドゾーン（2017年2月26日 - 2020年12月27日、読売テレビ）
- ミライの見取り図（2021年11月1日、読売テレビ） - MC[44]
- 〜凪咲と芸人〜マッチング（2021年10月6日 - 2022年3月23日、テレビ朝日）
- 芸能界常識チェック!トリニクって何の肉!? （2019年5月14日 - 2022年3月1日、朝日放送テレビ・テレビ朝日系列） - 解答者ゲスト（レギュラー）
- 凪咲とザコシ（2022年4月6日 - 9月28日、テレビ朝日） - MC
- 発見!仰天!!プレミアもん!!! 土曜はダメよ!（2018年4月7日 - 2024年2月11日、読売テレビ）
- 芸能人格付けチェック（2022年10月4日、2024年3月26日）
- イタズラジャーニー（2022年10月15日- 2024年9月28日、フジテレビ）- 進行

### テレビドラマ
- キャバすか学園（2016年10月30日 - 2017年1月15日、日本テレビ） - ハチ公 役
- 第1話 Season1（朝日放送テレビ）
  - #11 恋愛ドラマ「101回の告白」（2019年6月30日） - 海 役
  - #12 刑事ドラマ「刑事たち」（2019年7月7日） - ヒーロー刑事 役[45]
- 猪又進と8人の喪女〜私の初めてもらってください〜 第1章（2019年10月25日、関西テレビ）- アカリの友人 真希 役[46]
- だが、情熱はある（2023年4月9日 - 6月25日、日本テレビ系列） - 丸山花鈴 役[47]
- アイドル失格 第9話（2024年3月9日、BS松竹東急） - 目黒カンナ 役[48][49]
- 離婚弁護士 スパイダー〜慰謝料争奪編〜（2024年10月5日 - 11月23日、日本テレビ） - 伊原麻衣香 役[50]
  - 離婚弁護士 スパイダー〜偽りと裏切り編〜（2025年2月8日- 、日本テレビ）[51]
- 私の知らない私（2025年1月9日 - 3月20日、読売テレビ） - 中谷莉奈 役[52]
- 地獄の果てまで連れていく（2025年1月14日 - 3月25日、TBS） - 花井麗奈 役[53]
- 花のれん（2025年3月8日、テレビ朝日） - おしの 役[54]
- リベンジ・スパイ（2025年7月5日 - 、テレビ朝日） - 藺牟田花 役[55]

### ラジオ
- NMB48学園〜こちらモンスターエンジン組〜（2015年4月4日 - 2019年3月30日、ABCラジオ）
- OH! MY MORNING 851（2018年1月4日 - 2020年6月30日 FM大阪） - 金曜日「OH!天気 なぎちゃん」コーナー[注 2][57]
- ハートコレクトNMB♡ supported by Joshin（2020年4月4日 -2023年11月 、FM大阪）

特別番組
- 渋谷凪咲のオールナイトニッポン0（ZERO）（2021年12月18日、ニッポン放送）[58]
- FM大阪 SUNDAY SPECIAL「なぎちゃんサイコー！」（2023年10月1日、FM大阪）[59]
- 渋谷凪咲のオールナイトニッポン0（ZERO）（2024年9月2日、ニッポン放送）

### 映画
- 海辺の週刊大衆（2018年4月14日、KATSU-do） - ユキ 役[60][61]
- あのコはだぁれ?（2024年7月19日、松竹） - 主演・君島ほのか 役[23]

### 舞台
- 吉本新喜劇×NMB48 ミュージカル「ぐれいてすと な 笑まん」（2022年5月14日 - 22日、COOL JAPAN PARK OSAKA WWホール / 5月26日 - 29日、明治座）[62]

### ネット配信
- M-1ファンクラブ（2017年9月15日 - 12月25日、GYAO!） - MC[63]

### ウェブドラマ
- 離婚弁護士 スパイダー シーズン3（2025年3月 - 、Hulu） - 伊原麻衣香 役[51]

### ウェブ連載
- LAURIER PRESS（2017年12月28日 - 、エキサイト）[64][65]

### CM・広報
- 「Dell XPS 未来ラボ」プロジェクト（2022年3月25日 - 、コンデナスト・ジャパン / デル・テクノロジーズ） - DELL公式アンバサダー[66]
  - エピソード0（2022年3月17日 - ）
  - エピソード1（2022年3月25日 - ）[67]
  - XPS 13 Plus「挑戦が、私を未来に連れて行く」篇（2022年5月20日 - ）[68]
- 和食さと（2022年3月18日 - 、サトフードサービス） - 初代アンバサダー[17]
  - 「渋谷凪咲 さとしゃぶを食べる篇」[69]
  - 「渋谷凪咲 天丼を食べる篇」[70]
  - 「渋谷凪咲 カフェを楽しむ篇」 - NMB48 平山真衣、眞鍋杏樹と共演[17][71]
- マッチミーブラ（2023年5月25日 - 、ワコールウイング）[72][73]
- マージマンション（2023年11月18日 - 11月23日、Metacore）[74]
- サントリーチューハイ「−196（イチキューロク）」（2024年3月15日 - 、サントリー）[75]
  - 「−196ウーマンどかーん!と千鳥ノブ」篇 - 千鳥ノブと共演
  - 「−196ウーマンどかーん!と千鳥大悟」篇 - 千鳥大悟と共演
  - 「-196 」『なにー!美味しくなったダブルレモン!』篇（2025年1月27日 - ） やす子 と共演
- SHE
  - 「SHElikesで学んで試してキャリアアップ」篇（2025年1月1日 - ）[76]
  - 「ワーケーション」篇、「推し活」篇（2025年8月1日 - 、テレビCMは関東・関西・中部・福岡県のみ）[77]

### ジャケット写真
- FUNKY MONKEY BΛBY'S「ROUTE 16」（2022年6月29日）[78]

### ミュージックビデオ
- FUNKY MONKEY BΛBY'S「ROUTE 16」（2022年6月29日）

## 書籍

### 雑誌連載
- EX大衆（2015年 - 、双葉社） - 「NMB48と行くッ!! OSAKAふしぎ発見ツアー」
- 関西ウォーカー（2018年1月23日 - 、角川マガジンズ） - 「NMB48渋谷凪咲が発見! #かわいい関西」[79]
- andGIRL（2023年秋号 - 、DONUTS発行・主婦の友社発売） - レギュラーモデル[80]

## 受賞歴
2024年
- 第48回日本アカデミー賞 新人俳優賞（『あのコはだぁれ?』）

2025年
- 第123回ザテレビジョンドラマアカデミー賞 助演女優賞（『地獄の果てまで連れていく』）